# Legătură maternă

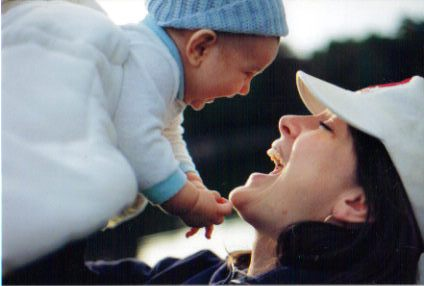
O mamă cu copilul său

Legătura maternă este relația dintre o mamă și copilul său. Deși se dezvoltă în mod tipic în timpul sarcinii și a nașterii, apare și între o femeie și un copil adoptat. Există sute de factori, atât fizici cât și emoționali, care influențează această legătură. Poate apărea instant sau se poate dezvolta pe parcursul a zile, săptămâni sau chiar luni. 

## Naștere

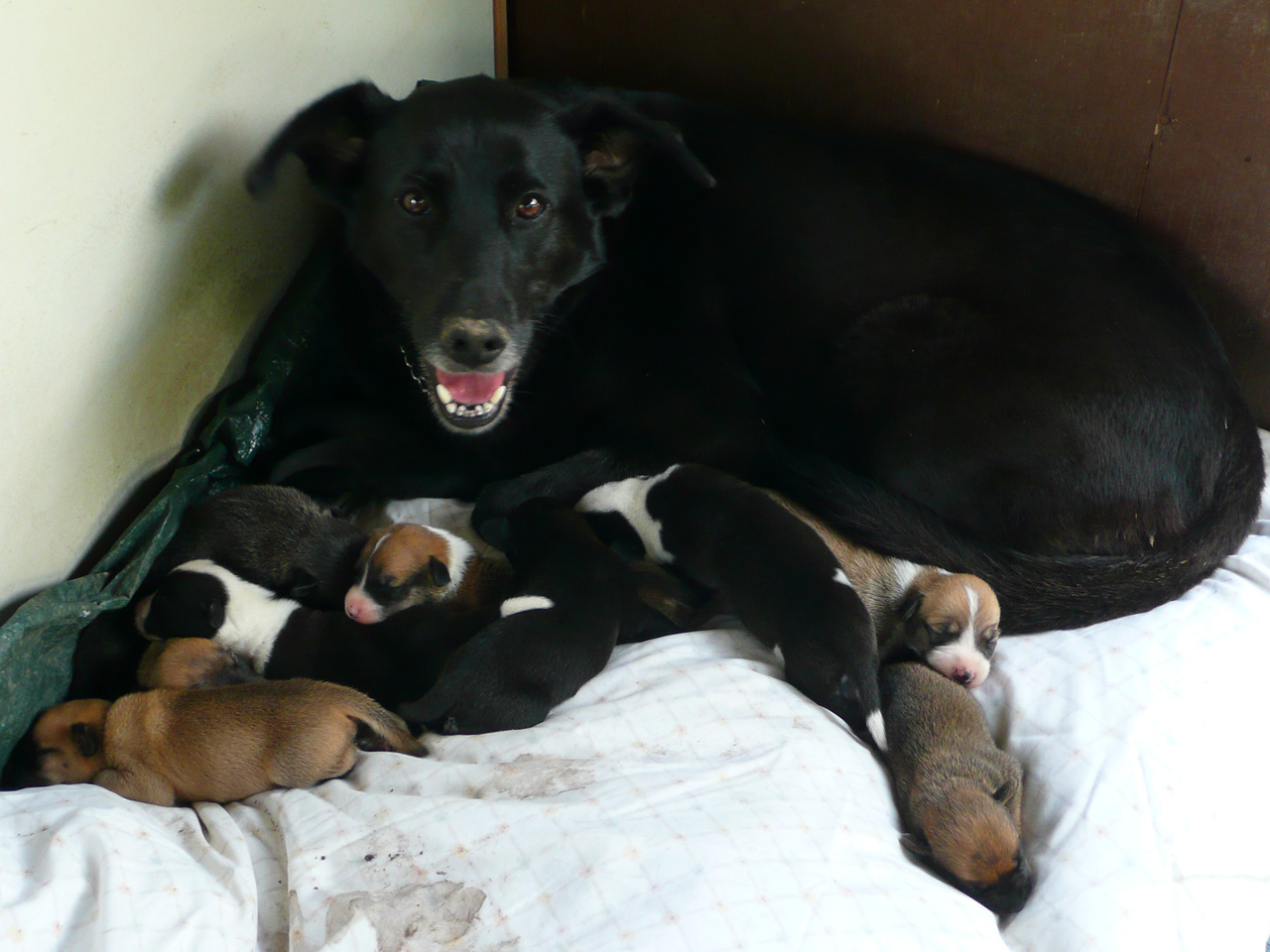
Labrador Retriever cu puii săi

Legătura maternală dintre o femeie și copilul său biologic se dezvoltă de obicei în timpul sarcinii, în timp ce își adaptează stilul de viață la necesitățiile copilului. Începând cu săptămâna 18-25, mama începe să simtă mișcările fătului, lucru care înărește legătura. Fătul aude vocea mamei și poate simți bătăile inimii sale și poate răspunde la atingere sau mișcare. Până în luna a șaptea, două treimi dintre femei raportează o puternică legătură cu fătul.
Procesul nașterii îmbunătățește legatura, deși nu în toate cazurile, deoarece fiecare naștere și mama sunt unice. O naștere traumatică, sau alți factori sociali pot afecta relația, precum suportul social sau influența partenerului.

## Alăptarea
Producerea de oxitocină în timpul alăptării sporește activitatea parasimpatică, reducând astfel anxietatea și ajută la fortificarea legăturii materne.

## Animale

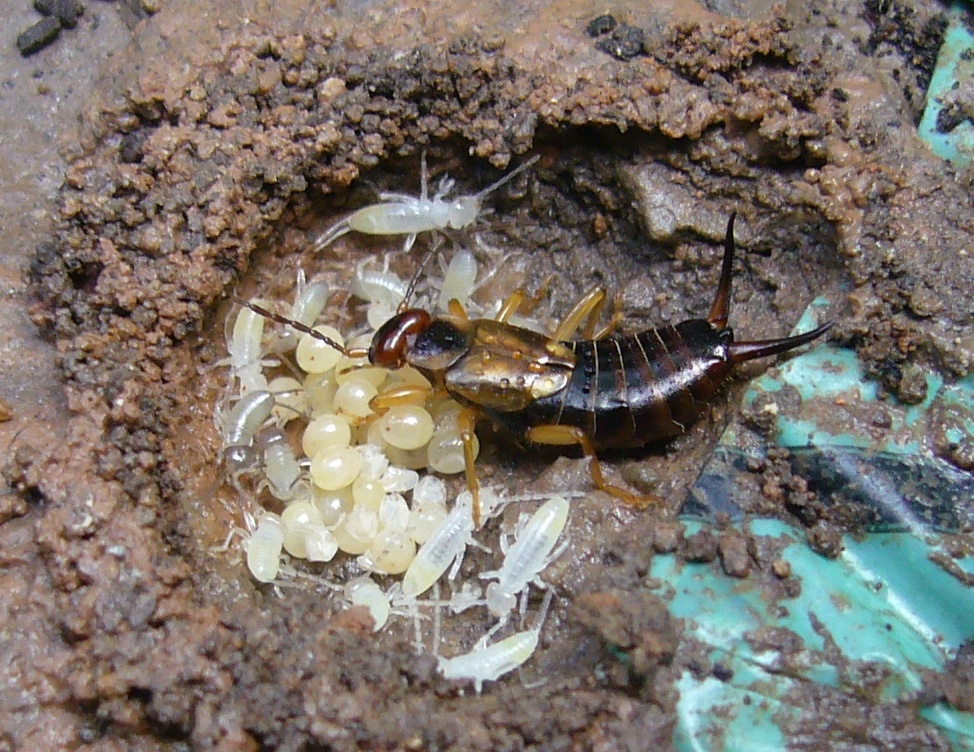
Urechelniță femelă cu larvele sale

Majoritatea mamiferelor creează legături materne, dar comportamentul nu este limitat la acestea. Anumite insecte, precum urechelnițele, prezintă instincte materne, având grij[ de ouă în timpul incubației și apoi de larve.